# Gitara prowadząca
Gitara prowadząca, gitara solowa (ang. lead guitar lub solo guitar) – rola gitary w zespołach muzycznych, najczęściej rockowych, która ma zapewnić utrzymanie melodii.
Gra zwykle partie solowe, intro, riffy itp.; gitara rytmiczna, basowa oraz perkusja tworzą tło dla gitary prowadzącej.